# San Benedetto (Catània)

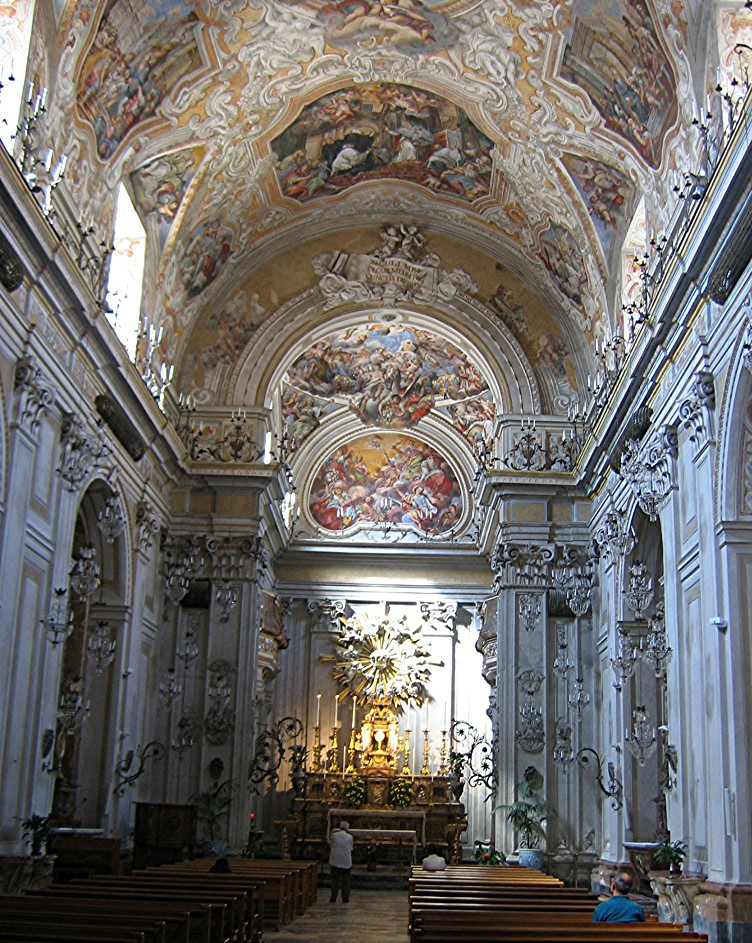
San Benedetto.

San Benedetto és una església a Catània, Sicília, al sud d'Itàlia. Dedicada a Sant Benet de Núrsia, va ser construïda entre 1704 i 1713. L'església és part d'un complex que inclou també la Badia Maggiore i la Badia Minore, connectades per un pont cobert sobre el carrer.
La seva característica més famosa és l'escala de l'Àngel (en italià: Scalinata dell'Angelo), una escala d'entrada de marbre decorat amb estàtues d'àngels i envoltada de reixes de ferro forjat. La porta d'entrada, en fusta, disposa de panells amb històries sobre Sant Benet.
L'interior, d'una sola nau, alberga frescos de Sebastiano Lo Monaco, Giovanni Tuccari i Matteo Desiderato. La volta té frescos amb escenes de la vida de Sant Benet. L'altar major és de marbre policrom amb intarsia tallada en pedra i panells de bronze.